# 亨德里克·C·范德胡斯特
亨德里克·克里斯托菲尔·“亨克”·范德胡斯特，ForMemRS（1918年11月19日—2000年7月31日），荷兰天文学家和数学家。他在天文学领域涉猎广泛，研究过太阳日冕和星际分子云等。

## 生平
1944年，范德胡斯特作为乌特勒支大学的一名学生，预言了星际中性氢21厘米线的存在。在这一谱线被发现之后，他和扬·奥尔特、C·A·穆勒，利用射电天文学描绘银河系中中性氢的分布，并第一次揭示了银河系的旋涡结构。
他的研究生涯大部分时间在莱顿大学度过。1960年之后，他成为了国际空间研究项目的领导者1984年退休。

## 著作
微小粒子对光的散射（Light Scattering by Small Particles）, H. C. van de Hulst, New York, Dover Publications, 1981, 470 p., ISBN 0-486-64228-3.

## 奖项和荣誉

### 奖项
- 美国国家科学院亨利·德雷伯奖章 (1955)[4]
- 皇家天文学会爱丁顿奖章  (1955)
- 皇家学会拉姆福德奖章  (1964)
- 太平洋天文学会布鲁斯奖章 (1978)[5]
- 德国天文学会卡尔·史瓦西奖章  (1995)

### 荣誉
- 荷兰皇家艺术与科学学院院士（1956年）[6]

### 以他的名字命名的事物
- 小行星范德胡斯特

## 传记
- Tenn, Joe. . Sonoma State University.   [2007-01-05]. （原始内容存档于2012-05-29）.